# 雷雪
雷雪（らいせつ、英語: Thundersnow, ドイツ語: Donnerschnee）は、発達した積乱雲から降る雷を伴った雪のこと。
主に冬の時期に確認される自然現象で、北極圏で頻繁に確認され、アメリカ合衆国（アラスカ州を含む）やカナダに非常に多いが、ヨーロッパのバルト海や河川流域、ロシアのシベリア東部や中国東北部と朝鮮半島東北部にあるオホーツク海および、日本の北海道の宗谷海峡や日本海側の地域（北陸や東北など）でもよく発生する。竜巻と共に確認される場合が多く、大抵竜巻では雹が降るが雹が降らない場合は雪が降る（冬の場合）。